# Niedergesteln
Niedergesteln (toponimo tedesco; in francese Châtillon-le-Bas, desueto) è un comune svizzero di 696 abitanti del Canton Vallese, nel distretto di Raron Occidentale. Dal 2022 il borgo, grazie alla sua particolare posizione ed alla sua storia è entrato a far parte dell'associazione "I borghi più belli della Svizzera".

## Monumenti e luoghi d'interesse
- Chiesa parrocchiale cattolica di Santa Maria del Monte Carmelo (fino al 1704 circa intitolata alla Madonna), attestata dal 1310[1];
- Ruderi del castello di Gestelnburg, eretto nel XIII secolo e distrutto nel 1384[1].

## Società

### Evoluzione demografica
L'evoluzione demografica è riportata nella seguente tabella:
Abitanti censiti

## Amministrazione
Ogni famiglia originaria del luogo fa parte del cosiddetto comune patriziale e ha la responsabilità della manutenzione di ogni bene ricadente all'interno dei confini del comune.